# Air for Free
Air for Free è l'ottavo album in studio del gruppo musicale statunitense Relient K, pubblicato nel 2016.

## Tracce
1. Bummin' – 3:07
2. Local Construction – 3:18
3. Mrs. Hippopotamuses' – 2:37
4. Cat – 2:44
5. Man – 4:20
6. Air for Free – 3:03
7. God – 4:19
8. Elephant Parade – 3:50
9. Mountaintop – 3:38
10. Sleepin' – 3:49
11. Empty House – 3:22
12. Flower – 4:09
13. Marigold – 3:47
14. Runnin' – 5:36
15. Prodigal – 2:24
16. Heartache – 5:13

## Formazione
- Matthew Thiessen – voce, tromba, piano, ukulele, chitarra, programmazione
- Matthew Hoopes – chitarra, omnichord, tastiera, tromba, cori
- Mark Lee Townsend – basso, cori
- Tom Brayfogle – batteria, percussioni
- Bill Mitchell – chitarra
- Brandon Calderon, Roger Bissell – trombone
- Dave Douglas – batteria, percussioni (4)
- A J Babcock, Austin Cunningham, Billy Raffoul, Jake Germany, Lisa Goe, Tiffany Fernandez – cori